# Radkersburg Umgebung
Radkersburg Umgebung is een voormalige gemeente in de Oostenrijkse deelstaat Stiermarken, tot 2013 deel uitmaakte van het district Radkersburg en vervolgens tot het district Südoststeiermark. Radkersburg Umgebung telde eind 2015 1734 inwoners. Op 1 januari 2015 ging de gemeente op in de stadsgemeente Bad Radkersburg.
Bad Gleichenberg · Bad Radkersburg · Deutsch Goritz · Edelsbach bei Feldbach · Eichkögl · Fehring · Feldbach · Gnas · Halbenrain · Jagerberg · Kapfenstein · Kirchbach-Zerlach · Kirchberg an der Raab · Klöch · Mettersdorf am Saßbach · Mureck · Paldau · Pirching am Traubenberg · Riegersburg · Sankt Anna am Aigen · Sankt Peter am Ottersbach · Sankt Stefan im Rosental · Straden · Tieschen · Unterlamm
- Gemeinsame Normdatei: 4997494-4
- Virtual International Authority File: 236589880